# Lake of Tears
A Lake of Tears 1992-ben alakult svéd doom/gothic metal zenekar.

## Alapító tagjai
Daniel Brennare (gitár, ének), Mikael Larsson (bass), Johan Oudhuis (dobok), Magnus Sahlgren (szólógitár).

## Története
Az 1992-ben alakult együttes első, death metal  stílusú albumát 1994-ben adta ki, Greater Art címen. A második, Headstones című album némileg lágyabb zenét tartalmaz. Jonas Erikkson gitáros 1996-ban kivált és helyét (1999-ig) Ulrik Linblom foglalta el. Az együttes legnagyobb sikerét következő albumuk, az 1997-es Crimson Cosmos hozta meg.   Következő lemezük, a Forever Autumn felvételéig sokat  turnéztak. Ekkora az együttes már három tagra fogyott (Daniel, Mikael és Johan);  munkájukat vendég gitárosok segítették. 
Az együttes 2001-ben feloszlott, de utolsó albumuk, a The Neonai még napvilágot látott 2002-ben.
2003-ban ismét összeállt az együttes; ekkor hozták ki a 9 számot tartalmazó, Black Brick Road című lemezt.
A következő album Moons and Mushrooms címmel jelent meg, 2007. április 26-án.

## Albumai
- Greater Art (1994)
- Headstones (1995)
- A Crimson Cosmos (1997)
- Forever Autumn (1999)
- The Neonai (2002)
- Black Brick Road (2004)
- Moons and Mushrooms (2007)
- Illwill (2011)
- Ominous (2021)